# Craig Braham-Barrett
Craig Michael Braham-Barrett (Greenwich, 28 giugno 1988) è un calciatore montserratiano, difensore del Whyteleafe e della nazionale montserratiana.

## Carriera

### Club
Ha giocato nelle giovanili di Charlton e Sheffield Weds; in seguito ha giocato da professionista nella quarta divisione inglese con le maglie di Peterborough Utd e Cheltenham Town, oltre che con vari club semiprofessionistici (prevalentemente di quinta e sesta divisione).

### Nazionale
Ha esordito in nazionale con Montserrat nel 2018.

## Palmarès

### Club

#### Competizioni regionali
- London Senior Cup: 1

Welling United: 2018-2019